# Brachinus galactoderus
Brachinus galactoderus är en skalbaggsart som beskrevs av Terry Erwin. Brachinus galactoderus ingår i släktet Brachinus och familjen jordlöpare. Inga underarter finns listade i Catalogue of Life.